# Alchemilla brachetiana
Alchemilla brachetiana es una especie de planta del género Alchemilla, perteneciente a la familia Rosaceae.

## Taxonomía
Alchemilla brachetiana fue descrita por Robert Buser en 1907.

## Distribución
Se encuentra en el territorio de Francia.